# Karelens artilleriregemente

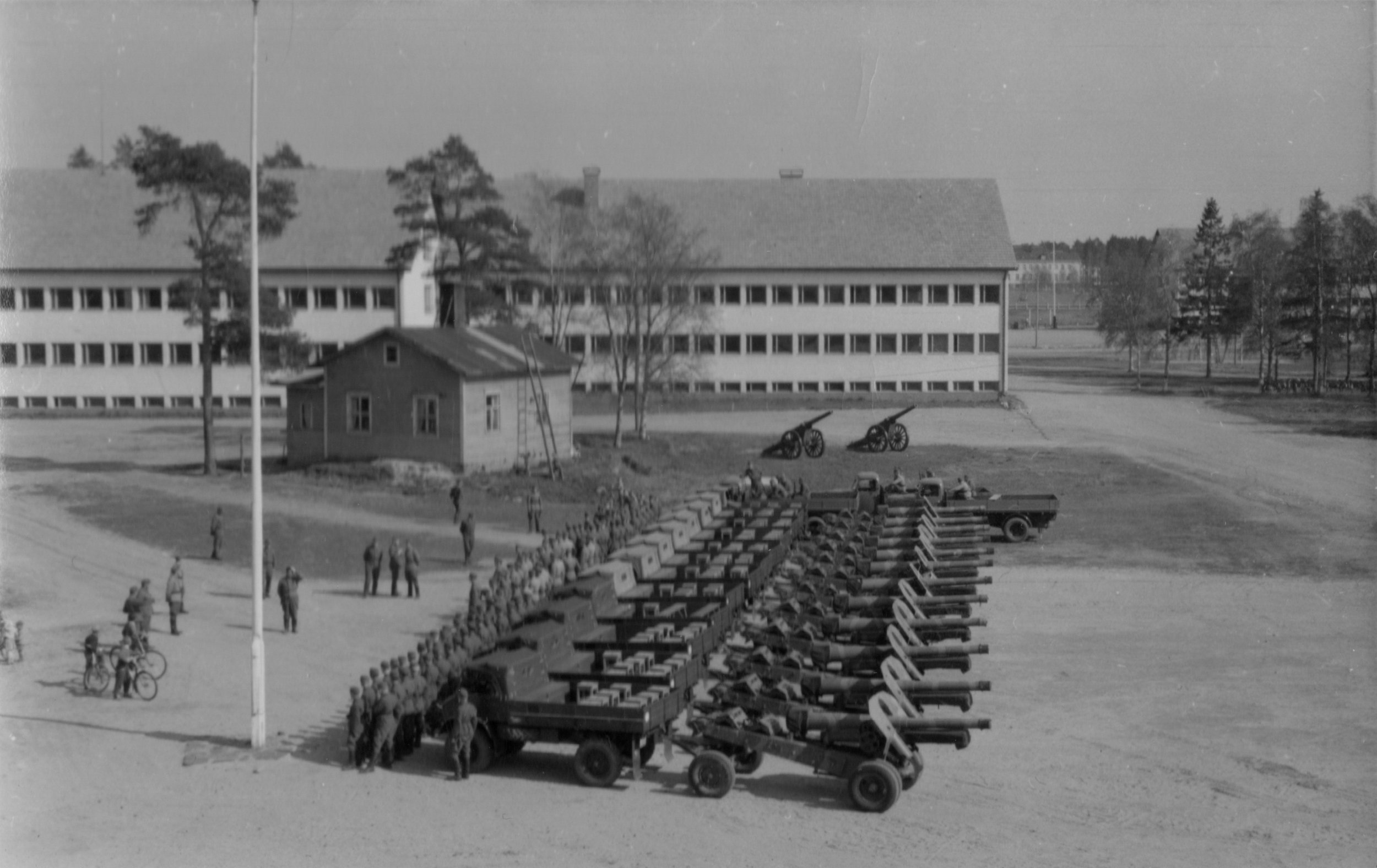
Österbottens artilleriregemente vid Uleåborgs garnison, våren 1960.

Karelens artilleriregemente (KARAR) eller Karjalan tykistörykmentti (KARTR) är ett artilleriregemente inom finländska armén som verkat i olika former sedan 1957. Förbandsledningen är förlagd i Vekaranjärvi garnison.

## Historik
Karelens artilleriregemente bildades den 1 januari 1957. År 1990 uppgick regementet i Karelska brigaden och blev underställd dess chef.

## Verksamhet
Karelens artilleriregemente ansvarar för att träna artillerisystem för den mekaniserade beredskapsbrigaden. Karelens artilleriregemente utbildar beväringar för olika uppgifter inom artilleriet, såsom eldställningsman, granatkastarman och signalman. Regementet består av regementsstab, 1. och 2. fältartilleribatterierna och granatkompaniet.

## Förläggningar och övningsplatser
Åren 1979–1980 flyttades Karelska artilleriregementet från Villmanstrands garnison till Vekaranjärvi garnison.

## Förbandschefer
- 1957–20xx: ???

## Namn, beteckning och förläggningsort
| Karelens artilleriregemente | 1957-01-01 | – |  |

| KARAR | 1957-01-01 | – |  |

| Villmanstrands garnison (F) | 1957-01-01 | – | 1990-??-?? |
| Vekaranjärvi garnison (F)   | 1990-??-?? | – |            |

### Översättningar
Den här artikeln är helt eller delvis baserad på material från finskspråkiga Wikipedia, Karjalan prikaati, 14 maj 2023.